# 10. Kurentovanje (1970)
Kurentovanje 1970 je bil deseti uradni ptujski karneval, 8. februarja, na pustno nedeljo.
Jubiljeno 10. kurentovanje je obiskalo okrog 25,000 obiskovalcev. Problem pomanjkanja denarja v občini je rešila Tiskarna Ptuj, ki je natisnila več kilogramov papirnatega denarja, ki ga je kot dotacijo namenila Folklornemu društvu, a tudi Tednik je prejel šop milijonskih bankovcev, saj tiskovina časopisov ni nikjer na svetu zastonj. 
Velja poudariti da je RTV Slovenija (takrat RTV Ljubljana) nastop vseh skupin neposredno prenašala.

## Spored

### Dopoldanski prikaz etnografskih likov
Ob 10. uri po mestnih ulicah:
- 1. Kurenti (Markovci, Borovci, Bukovci, Rogoznica, Spuhlja...)
- 2. Pokači in kopjaši
- 3. Kmečka gostija (Markovci)
- 4. Orači (Lancova vas, Markovci, Podlehnik)
- 5. Kopanjarice (Markovci)
- 6. Rusa, Medved, piceki in drugi pustni liki
- 7. Ploharji (Cirkovci)
- 8. Pustni plesači (Pobrežje pri Vidmu)
- 9. Pustni pogrebci (Hajdoše)

### Popoldanski sprevod karnevalskih skupin
Ob 14. uri po mestnih ulicah:
- Ptujska godba
- Godba Kidričevo (nogometaši)
- Lasati Beatlesi
- Miss Inflacija
- Problematični diskutanti
- Ptujske toplice (bazen s kopalci)

## Ostale prireditve
Tudi najmlajši so imelo svojo otroško maškerado, ki so jo organizirali v Narodnem domu na Ptuju, kjer so tudi izbrali najlepšo masko.

## Nagrade
Člani komisije so bili Stane Slanič (predsednik) ter Tone Purg in Jože Vrabl (oba člana). Ocenjevali so duhovitost, izvirnost, vlogo lika ali skupine, množičnost, opravo, disciplino in splošni vtis. Komisija je od 35 sodelujočih karnevalskih skupin podelila sledeče nagrade v starih dinarjih.

### Skupine z vozili in šolske skupine
|            | Nastopajoči                      | Nagrada            |
| ---------- | -------------------------------- | ------------------ |
| 1. nagrada | »Cigani« (Dornava)               | 150,000 S dinarjev |
| 2. nagrada | »Cavtat« (Petovia)               | 120,000 S dinarjev |
| 3. nagrada | »Banja-termalno kopališče«       | 80,000 S dinarjev  |
| 3. nagrada | Kooperacija »Jože Lacko«         | 80,000 S dinarjev  |
| 3. nagrada | »Počastitev 1900-letnice Ptuj«   | 80,000 S dinarjev  |
| 4. nagrada | »Simpozij«                       | 60,000 S dinarjev  |
| 4. nagrada | »Trgovina na Luni«               | 60,000 S dinarjev  |
| 4. nagrada | »Vodovod«                        | 60,000 S dinarjev  |
| 4. nagrada | »Šola bratov Vidovič (Varaždin)« | 60,000 S dinarjev  |
| 5. nagrada | »Klatiči« (TD Podlehnik)         | 50,000 S dinarjev  |
| 6. nagrada | »Ptujska tiskarna«               | 40,000 S dinarjev  |
| 6. nagrada | »Kovači s konji«                 | 40,000 S dinarjev  |
| 6. nagrada | »Stara bivša kolarija Turnišče«  | 40,000 S dinarjev  |
| 6. nagrada | »Vse sile za likdvidnost«        | 40,000 S dinarjev  |
| 6. nagrada | »Cena«                           | 40,000 S dinarjev  |
| 6. nagrada | »Dinar«                          | 40,000 S dinarjev  |
| 6. nagrada | »Rimljan«                        | 40,000 S dinarjev  |
| 7. nagrada | »Samokritika«                    | 30,000 S dinarjev  |
| 7. nagrada | »Tahograf«                       | 30,000 S dinarjev  |
| 7. nagrada | »Čarovnica«                      | 30,000 S dinarjev  |
| 7. nagrada | »Godba PTT Maribor«              | 30,000 S dinarjev  |
| 7. nagrada | OŠ Toneta Žnidaršiča             | 30,000 S dinarjev  |
| 7. nagrada | OŠ Franca Osojnika               | 30,000 S dinarjev  |

### Posamezne skupine
|            | Nastopajoči             | Nagrada           |
| ---------- | ----------------------- | ----------------- |
| 1. nagrada | »Kitajčki«              | 10,000 S dinarjev |
| 1. nagrada | »Indijanski poglavarji« | 10,000 S dinarjev |
| 1. nagrada | »Motoristi«             | 10,000 S dinarjev |
| 2. nagrada | »Vrag na verigi«        | 5,000 S dinarjev  |

## Trasa

### Karnevalska povorka
- Mladika (start) – Čučkova – železniški prehod – Beli križ – trg – Hotel Poetovio – Osojnikova – Ciril Metodov drevored – Ljutomerska (Potrčeva) – Srbski trg (UE Ptuj) – Bezjakova – Slovenski trg – Murkova – Trg mladinskih brigad (Mestni trg) – Krempljeva – Trg svobode (Minoritski trg) – Vošnjakova – Mladika (zaključek)